# Французско-чадские отношения
Французско-чадские отношения — двусторонние дипломатические отношения между Францией и Чадом.

## История
В 1960 году Чад провозгласил независимость от Франции. В течение последующих за этим трех десятилетий Франция оставалась самым важным иностранным донором и патроном Чада. В конце 1980-х годов экономические связи всё ещё были сильными, Франция предоставляла помощь в целях развития экономики Чада в виде займов и грантов. Франция перестала быть крупнейшей страной по импорту для чадской сельскохозяйственной продукции, но продолжала оказывать существенную военную поддержку. Чад являлся членом Африканского финансового сообщества, который связывал стоимость франка КФА с французским франком. Французские частные и государственные инвесторы владели значительной частью промышленных и финансовых активов Чада, а французская казна поддерживала Банк центральноафриканских государств, который был центральным банком для Чада и ещё шести других государств-членов. В 1982 году к власти в Чаду пришёл президент Хиссен Хабре и зависимость от Франции несколько снизилась, отчасти потому, что другие иностранные доноры и инвесторы вернулись после окончания гражданской войны, а также с 1985 года увеличилось количества осадков и вследствие этого сельское хозяйство не пострадало от засухи.
С 1970-х годов французская политика по отношению к Чаду претерпела некоторые изменения во время президентства Валери Жискара д’Эстена и до начала эпохи Франсуа Миттерана. Экономические, политические и стратегические цели, которые подчеркивали сохранение французского влияния в Африке, использование природных ресурсов Чада и укрепление статуса франкоязычной Африки как оплота против распространения советского влияния, были заменены номинально антиколониалистскими установками. В 1981 году в результате выборов во Франции к власти пришло социалистическое правительство, что совпало с периодом анархии в Чаде и привело к более сдержанной политике Франции в отношении этого региона. В 1983 и 1984 годах надеясь избежать конфронтации с Ливией, ещё одним важным для Франции государством-партнёром в регионе, президент Франсуа Миттеран ограничил участие Франции в защите столицы Чада. Затем, однако, Франсуа Миттеран принял решение поддержать в военном отношении президента Чада Хиссена Хабре.
С 2010 года Чад переживает период стабильности, способствующий его развитию. Франция запросила поддержку Европейского союза для финансирования проектов, связанных с реформой армии Чада (сокращение численности персонала и реинтеграция в общество бывших солдат). В январе 2013 года Чад вмешался в конфликт на севере Мали в ответ на просьбу малийских властей. Чадские войска сражались с террористическими группами в северной части Мали вместе с силами операции «Сервал» и понесли большие потери. 1 августа 2014 года Франция создала штаб-квартиру в Нджамене и начала оказывать помощь Чаду в его войне на севере Мали. Франция также поддерживает личную борьбу президента Чада Идриса Деби по защите озера Чад, уровень которого упал за последние двадцать лет. Франция перечислила 800 000 евро через Глобальный экологический фонд для поддержания усилий по спасению этого чадского озера.

## Экономические отношения
Франция является одним из основных экономических партнеров Чада. Товарооборот между странам составляет сумму 160 миллионов евро. Экспорт Франции в Чад: фармацевтические препараты, мука и крупы, электрооборудование и автомобили. До 2012 года основным французским импортом из Чада была аравийская камедь, а в 2013 году основным импортом стала нефть. В 2012 году Франция осуществила вливания в чадскую экономику в сумму 101 млн евро Франция, что сделало её третьим инвестором после Соединенных Штатов и Китая.